# آبشار سیدنهام
آبشار سیدنهام (به انگلیسی: Sydenham Falls) آبشاری است که در همیلتون (انتاریو)، کانادا واقع شده و ارتفاع کلی ریزشگاه آن ۱۵ متر (۴۹ فوت) است.